# Seznam španskih kolesarjev
Seznam španskih kolesarjev.

## A
- Jon Aberasturi
- Igor Antón
- Mikel Aristi
- Igor Astarloa
- Juan Ayuso

## B
- Federico Bahamontes
- Carlos Barredo
- Pello Bilbao

## C
- Jonathan Castroviejo
- Alberto Contador
- David de la Cruz

## D
- Pedro Delgado

## E
- Imanol Erviti

## F
- Juan Antonio Flecha
- Omar Fraile
- Óscar Freire
- José Manuel Fuente

## G
- Francisco Gabica
- Iván García

## H
- Roberto Heras
- Jesús Herrada

## I
- Miguel Induráin
- Jon Ander Insausti
- Beñat Intxausti
- Gorka Izagirre
- Ion Izagirre

## L
- Mikel Landa
- Oier Lazkano
- Juan José Lobato
- Jesús Loroño

## M
- Enric Mas
- Lluís Mas
- Luis Ángel Maté
- Melcior Mauri
- Iban Mayo
- Javier Mejías
- Daniel Moreno
- Javier Moreno
- José Manuel Moreno
- María Isabel Moreno

## N
- Daniel Navarro
- Mikel Nieve

## O
- Luis Ocaña
- Abraham Olano
- Javier Otxoa

## P
- Álvaro Pino
- Rubén Plaza
- Eduard Prades

## R
- Vicente Reynès
- Joaquim Rodríguez
- Bernardo Ruiz

## S
- Luis León Sánchez
- Enrique Sanz
- Carlos Sastre
- Marc Soler
- Joane Somarriba

## T
- Amets Txurruka

## V
- Rafael Valls
- Alejandro Valverde

## Z
- Haimar Zubeldia